# Krupiér

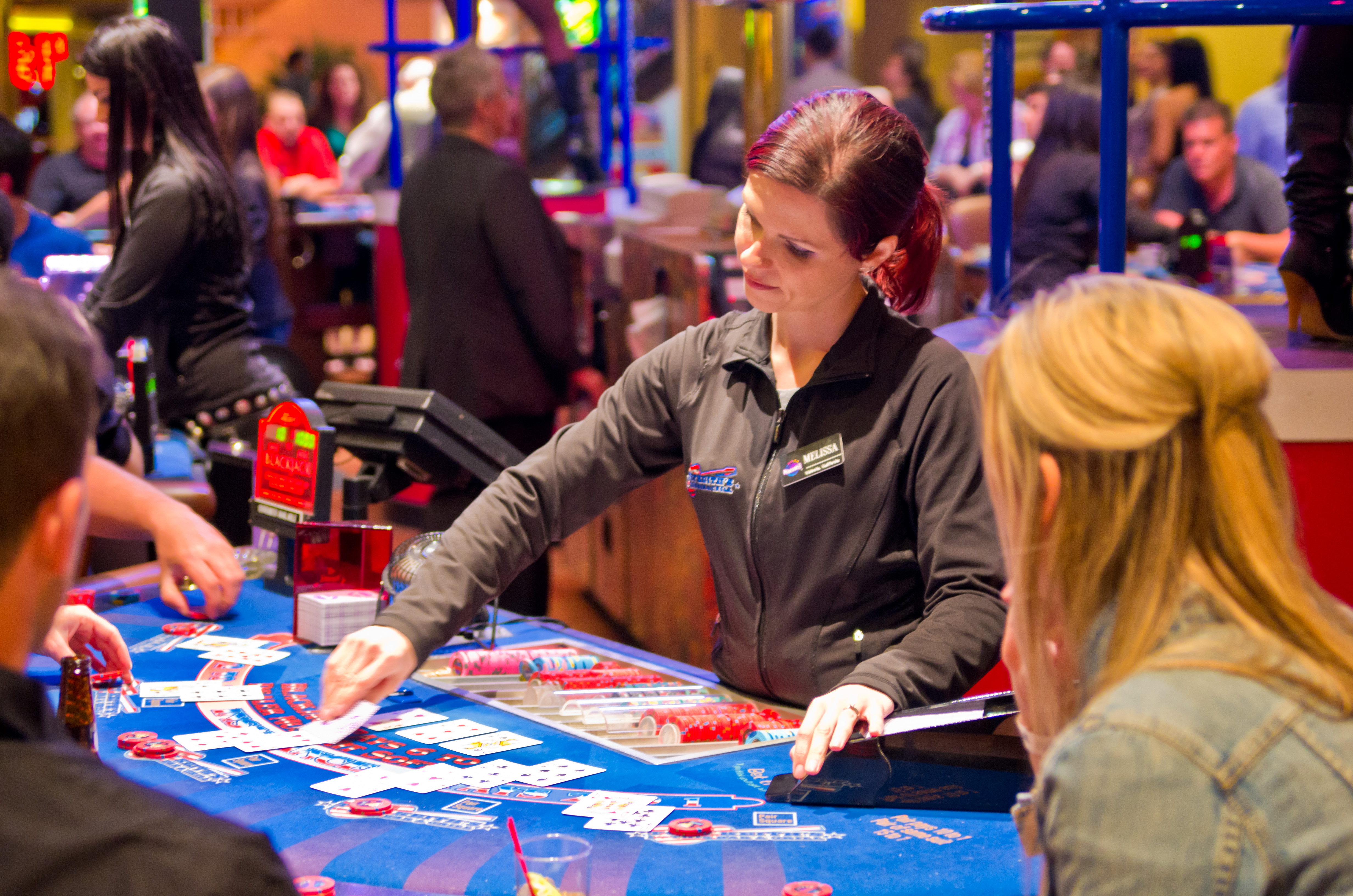
Herna v jednom hotelu ve městě Las Vegas

Krupiér (nebo žena – krupiérka) je osoba, která organizuje hazardní hru u hracího stolu v kasinu, přijímá sázky, vydává a přijímá žetony a vyplácí výhry. Tato profese nevyžaduje vysokoškolské ani středoškolské vzdělání, obvykle se však požaduje absolvování krupiérského kurzu anebo několikaletá praxe, dále pak aktivní znalost cizího jazyka (většinou angličtiny) a příjemné vystupování. Činnost krupiéra kontroluje inspektor hry.